# 梁敬真
梁敬真（？—？），安定郡乌氏县（今宁夏回族自治区固原市泾源县）人，梁毗之子，隋朝官员。
大业年间，任大理司直。这时皇帝想定光禄大夫鱼俱罗之罪，令梁敬直治他罪，于是奉旨用极刑。没多久，梁敬真有疾，见鱼俱罗，数日而死。

## 家庭

### 兄弟姐妹
- 梁敬实，唐朝朝散大夫、右台侍御史、赵王行台记室、宜春公

### 夫人
- 弘农杨氏，隋朝封永乐公主